# Nongbua Pitchaya FC
El Nongbua Pitchaya FC (en tailandés: สโมสรฟุตบอลหนองบัว พิชญ) es un equipo de fútbol de Tailandia que juega en la Liga de Tailandia, la segunda división nacional.

## Historia
Fue fundado en el año 2010 en la provincia de Nong Bua Lamphu por mandato de la asociación de deportes local, y su primera aparición en los torneos oficiales fue en ese mismo año al participar en la región oeste de la cuarta división nacional con el nombre EGAT Nongbua Lamphu United. Su primer partido oficial lo jugaron en 10 de febrero de ese año en condición de visitante donde ganaron 1-0 al Udon Thani FC con gol de Wutthisak Sriladlao, en una temporada en la que terminaron en décimo lugar.
Al año siguiente por razones de patrocinio pasaron a llamarse Nongbua Lamphu y participaron en la Copa de la Liga de Tailandia por primera vez en donde perdieron en la primera ronda clasificatoria 4-7 ante el Yasothon United y en la liga terminaron en el lugar 12.
En los años siguientes pasaron por problemas financieros y deportivos que hicieron que el club fuera vendido a una universidad privada en 2014, y al año siguiente cambiaron su nombre por el actual con un presidente que aportaba más recursos para su primera aparición en la Copa de Tailandia donde fueron eliminados en la segunda ronda por el Kamphaengphet FC en penales tras empatar 1-1 en el marcador. Al año siguiente el club logra el ascenso a la Liga 2 de Tailandia por primera vez.
En 2021 es campeón de la segunda división y logra el ascenso a la Liga de Tailandia por primera vez.

## Estadios
El Nongbua Pitchaya contó con su propio estadio en 2019 y es el Pitchaya Stadium tras casi una década utilizando el estadio provincial.
| Coordenadas                                      | Ciudad          | Estadio                          | Capacidad | Periodo   |
| ------------------------------------------------ | --------------- | -------------------------------- | --------- | --------- |
| 17°07′48″N 102°25′25″E / 17.1299944, 102.4237025 | Nong Bua Lamphu | Nong Bua Lamphu Province Stadium | 4333      | 2010–2020 |
| 17°11′51″N 102°25′59″E / 17.197627, 102.433131   | Nong Bua Lamphu | Pitchaya Stadium                 | 6000      | 2020–     |

## Palmarés
- Thai League 2 (1): 2020–21
- Regional League Northern Division (1): 2016